# Chiesa di San Pietro Apostolo (Portico di Caserta)
La chiesa di San Pietro Apostolo è la parrocchiale di Portico di Caserta, in provincia di Caserta e arcidiocesi di Capua; fa parte della forania di Marcianise-Macerata Campania.

## Storia
La prima attestazione di una chiesa a Portico risale al 1137 ed è contenuta in una bolla emessa da papa Alessandro III.
Una seconda menzione del luogo di culto si ritrova in un atto del 1375 concernente una tassa delle decime imposta da papa Gregorio IX.
La chiesa fu oggetto di una ricostruzione del 1560, per poi venir interessata da un rifacimento nel secolo successivo e da una ristrutturazione nel 1700; il terremoto del 26 luglio 1799 arrecò all'edificio delle lesioni, per rimediare alle quali furono eseguiti dei lavori di risanamento condotti a più riprese entro il 1815.
Nel febbraio del 1821 la parrocchiale venne danneggiata da una tempesta, ma il restauro fu eseguito solo nel 1823; nel dicembre del medesimo anno il tetto fu interessato da una risistemazione dal momento che minacciava di crollare.
Nella seconda metà dell'Ottocento la chiesa si rivelò insufficiente a soddisfare le esigenze dei fedeli e, così, nel 1874 ne venne deliberato l'ampliamento, conferendo all'architetto Agostino Russo il progetto relativo; i lavori iniziarono l'anno successivo e furono portati a termine nel 1879.
Tuttavia, già nel 1893 con un'ordinanza comunale la parrocchiale venne chiusa a causa delle cattive condizioni dei pilastrichce sorreggono la cupola; una volta sistemati questi, l'anno successivo la si poté restituire al culto.
La facciata venne rimodellata nel 1896 e lungo tutto il corso del secolo successivo la chiesa fu oggetto di numerosi interventi di restauro, abbellimento e decorazione; nel 1986 si procedette all'adeguamento liturgico secondo le usanze postconciliari mediante l'aggiunta dell'altare rivolto verso l'assemblea e dell'ambone.

## Descrizione

### Esterno
La facciata della chiesa, rivolta a occidente, è suddivisa da una cornice marcapiano in due registri, entrambi scanditi da lesene e controlesene; quello inferiore presenta centralmente il portale d'ingresso timpanato, mentre quello superiore è caratterizzato da una finestra a tutto sesto ed è coronato dal frontone di forma triangolare.
Accanto alla parrocchiale sorge il campanile a base quadrata, la cui cella presenta su ogni lato una monofora affiancata da lesene scanalate.

### Interno
L'interno dell'edificio si compone di un'unica ampia navata, sulla quale si affacciano le cappelle laterali, introdotte da archi a tutto sesto, e le cui pareti sono scandite da lesene doriche sorreggenti la trabeazione modanata e aggettante sopra la quale si impostano i costoloni che abbelliscono le volte a botte lunettate; al termine dell'aula si sviluppa il presbiterio, rialzato di alcuni gradini e chiuso dall'abside di forma semicircolare.
Qui sono conservate diverse opere di pregio, tra le quali la statua con soggetto San Michele Arcangelo, scolpita dal partenopeo Nicolò Mari, la tela ritraente la Madonna che salva le anime del Purgatorio e la statua raffigurante San Generoso Martire, intagliata e dipinta da Giacomo Antonio Calicci.